# Божий садовник
«Бо́жий садо́вник» (англ. The Gardener of God) — итальяно-австрийский телефильм 2009 года.

## Сюжет
Лиана Марабини является режиссёром, который специализируется на фильмах? вдохновлённых историей Церкви. 110-минутный фильм «Божий садовник», снятый в Пьемонте и в Зальцбурге, является первым фильмом о жизни аббата Грегора Менделя, католического священника и отца современной генетики. Мендель предстает как человек, застенчивый и сдержанный, но который преследует свои цели с большим рвением. Священник-учёный, с юности убеждённый, что силы природы действуют в соответствии с тайной гармонией, для блага человека и во славу творца. Иоганн Грегор Мендель родился в Чехии 22 июля 1822 года. Ботаник, метеоролог и генетик, пришёл в науку со страстью к сельскому хозяйству. В 1843 году он поступил в монастырь августинцев, в 1847 году дал монашеский обет и получил духовный сан. Во время его богословских исследований он был допущен на курсы в области сельского хозяйства и виноградарства.
Между 1851 и 1853 годами учился в венском университете, где и узнал в первый раз о теории мутации видов. Он вскоре понял, каково значение истинного частотного статистического анализа для изучения гибридов растений. Вернувшись в монастырь Брно, как показано в фильме, Мендель начал серию экспериментов с горохом посевным, который сделал его знаменитым в истории науки. На его исследованиях, представленных в 1865 году на съезде общества естественных наук, формируется научная база современной генетики.
В фильме представлены образы двух женщин, которые оставили свой след в жизни Менделя: ветреной графини Эрики фон Бауман, которая пытается соблазнить его, но увидев целостность натуры священника, осознаёт свою ошибку и принцессы фон Лимбург, друга и покровителя. Фильм также показывает, дружескую встречу между отцом Менделем и папой Пием IX, который поощряет учёного и говорит, что наука является попыткой человека быть достойным бога.

## В ролях
- Кристофер Ламберт — Грегор Мендель
- Аня Крузе — Эрика фон Бауман
- Мария Пиа Русполи — Ханна фон Лимбург